# Grosvenor Bridge
Die Grosvenor Bridge, auch Victoria Railway Bridge, ist eine Eisenbahnbrücke über den Fluss Themse in London. Sie liegt zwischen den bedeutenden Bahnhöfen Victoria und Clapham Junction und ist die älteste Flussquerung für Eisenbahnen im Zentrum Londons. Insgesamt führen zehn Gleise über die 54 Meter breite Brücke. Unmittelbar im Südosten befindet sich die Battersea Power Station, rund 140 m flussaufwärts die Chelsea Bridge und an sie im Südwesten anschließend der Battersea Park.
Der älteste Teil der Brücke entstand im Auftrag der London, Brighton and South Coast Railway. Bauingenieur John Fowler erhielt die Anweisung, die neue Brücke solle ähnlich aussehen wie die 140 Meter flussaufwärts gelegene Chelsea Bridge. Er plante eine Bogenbrücke mit gusseisernem Tragwerk. Die Bauarbeiten begannen 1859 und genau ein Jahr später, am 9. Juni 1860, rollte der erste Zug über die Brücke zum neuen Hauptbahnhof Victoria.
Die London, Chatham and Dover Railway ließ 1866 durch Charles Fox die Brücke auf der Westseite verbreitern, um Platz für die eigenen Gleise zu schaffen. 1907 wurde die Brücke wegen Kapazitätsengpässen auf die heutigen Dimensionen verbreitert. Sie wurde dann zwischen 1963 und 1967 etappenweise durch einen Neubau in Stahl ersetzt.